# Arianna Sighel
Arianna Sighel (Trento, 2 settembre 1996) è una pattinatrice di short track italiana.

## Biografia
È figlia del pattinatore Roberto Sighel, che partecipò a cinque edizioni consecutive dei Giochi olimpici invernali, e sorella maggiore di Pietro Sighel, anche lui pattinatore di caratura internazionale. Compete per il Gruppo Sportivo delle Fiamme Oro.
Ha rappresentato l'Italia ai Giochi olimpici giovanili di Innsbruck 2012.
Ha partecipato ai mondiali di Sofia 2019 terminando ottava nella staffetta 3000 metri.
Agli europei di Debrecen 2020 si è aggiudicata la medaglia di argento nella staffetta 3000 metri, con le connazionali Nicole Botter Gomez, Arianna Fontana, Cynthia Mascitto e Martina Valcepina, gareggiando nel turno qualificatorio.
È stata convocata dal commissario tecnico Frédéric Blackburn agli europei di Danzica 2021.
Ai mondiali di Seul 2023 ha conquistato la medaglia di bronzo nella staffetta 2000 m mista, mentre a quelli dell'anno successivo a Rotterdam la medaglia d'argento sempre nella stessa specialità.

## Palmarès

### Mondiali
- 3 medaglie:
  - 1 argento (staffetta 2000 m mista a Rotterdam 2024).
  - 2 bronzi (staffetta 3000 m a Dordrecht 2021; staffetta 2000 m mista a Seul 2023).

### Europei
- 7 medaglie:
  - 1 oro (staffetta 3000 m a Dresda 2025).
  - 3 argenti (staffetta 3000 m a Debrecen 2020; staffetta 3000 m a Danzica 2024; 500 m a Dresda 2025).
  - 3 bronzi (staffetta 3000 m a Danzica 2021; staffetta 3000 m e staffetta mista 2000 m a Danzica 2023).